# Međuopćinska nogometna liga Virovitica – Đurđevac 1978./79.
Međuopćinska nogometna liga Virovitica – Đurđevac je bila liga šestog stupnja nogometnog prvenstva Jugoslavije u sezoni 1978./79. 

Sudjelovalo je 12 klubova, a prvak je bio klub "Crvena zvezda" iz naselja Novo Obilićevo (skraćeno Obilićevo, od 1990-ih Zvonimirovo). 

## Ljestvica
| mj. | klub                         | ut. | pob. | ner. | por. | gol+ | gol- | bod |
| --- | ---------------------------- | --- | ---- | ---- | ---- | ---- | ---- | --- |
| 1.  | Crvena zvezda Novo Obilićevo | 22  | 15   | 5    | 2    | 85   | 44   | 35  |
| 2.  | Partizan Suhopolje           | 22  | 14   | 6    | 2    | 87   | 35   | 34  |
| 3.  | Drava Terezino Polje         | 22  | 12   | 5    | 5    | 69   | 31   | 29  |
| 4.  | Graničar Đurđevac            | 22  | 10   | 9    | 3    | 55   | 30   | 29  |
| 5.  | Proleter Bušetina            | 22  | 10   | 5    | 7    | 64   | 58   | 25  |
| 6.  | Zvijezda Turanovac           | 22  | 9    | 4    | 9    | 58   | 45   | 22  |
| 7.  | Mladost Kloštar Podravski    | 22  | 8    | 5    | 9    | 48   | 54   | 21  |
| 8.  | Drava Podravske Sesvete      | 22  | 7    | 6    | 9    | 48   | 48   | 20  |
| 9.  | Proleter Lukač               | 22  | 7    | 4    | 11   | 60   | 58   | 18  |
| 10. | Omladinac Kalinovac          | 22  | 5    | 2    | 15   | 38   | 89   | 12  |
| 11. | Vilim Galjer Prugovac        | 22  | 5    | 4    | 13   | 32   | 72   | 11  |
| 12. | Mladost Molve                | 22  | 2    | 1    | 19   | 32   | 113  | 5   |

- Novo Obilićevo (također i kao Obilićevo) – tadašnji naziv za Zvonimirovo
- Kloštar Podravski – također skraćeno Kloštar
- Podravske Sesvete – također skraćeno Sesvete

## Rezultatska križaljka
| kratica | klub                         | CRVZ | DRAPS | DRATP | GRA | MLAKP | MLAM | OML | PAR | PROB | PROL | VILG | ZVI |
| --- | ---------------------------- | ---- | ----- | ----- | --- | ----- | ---- | --- | --- | ---- | ---- | ---- | --- |
| CRVZ | Crvena zvezda Novo Obilićevo |      |       |       |     |       |      |     |     |      |      |      |     |
| DRAPS | Drava Podravske Sesvete      |      |       |       |     |       |      |     |     |      |      |      |     |
| DRATP | Drava Terezino Polje         |      |       |       |     |       |      |     |     |      |      |      |     |
| GRA | Graničar Đurđevac            |      |       |       |     |       |      |     |     |      |      |      |     |
| MLAKP | Mladost Kloštar Podravski    |      |       |       |     |       |      |     |     |      |      |      |     |
| MLAM | Mladost Molve                |      |       |       |     |       |      |     |     |      |      |      |     |
| OML | Omladinac Kalinovac          |      |       |       |     |       |      |     |     |      |      |      |     |
| PAR | Partizan Suhopolje           |      |       |       |     |       |      |     |     |      |      |      |     |
| PROB | Proleter Bušetina            |      |       |       |     |       |      |     |     |      |      |      |     |
| PROL | Proleter Lukač               |      |       |       |     |       |      |     |     |      |      |      |     |
| VILG | Vilim Galjer Prugovac        |      |       |       |     |       |      |     |     |      |      |      |     |
| ZVI | Zvijezda Turanovac           |      |       |       |     |       |      |     |     |      |      |      |     |
| |                              |      |       |       |     |       |      |     |     |      |      |      |     |
| podebljan rezultat - utakmice od 1. do 11. kola (1. utakmica između klubova) rezultat normalne debljine - utakmice od 12. do 22. kola (2. utakmica između klubova) rezultat nakošen - nije vidljiv redoslijed odigravanja međusobnih utakmica iz dostupnih izvora rezultat smanjen * - iz dostupnih izvora nije uočljiv domaćin susreta prekrižen rezultat - poništena ili brisana utakmica p - utakmica prekinuta 3:0 p.f. / 0:3 p.f. - rezultat 3:0 bez borbe n.i. - nije igrano |                              |      |       |       |     |       |      |     |     |      |      |      |     |

 Izvori: